# Carta abierta a los aficionados
La «Carta abierta a los aficionados» («Open Letter to Hobbyists», por su título original en inglés) fue una carta abierta escrita en 1976 por Bill Gates, el cofundador de Microsoft, dirigida a los aficionados a las computadoras personales, en la cual Gates manifiesta su consternación ante la creciente piratería de software que tenía lugar entre la comunidad de aficionados, especialmente con respecto al software de su empresa. 
En la carta, Gates expresó su frustración con la mayoría de aficionados a las computadoras que usaban el software Altair BASIC de su compañía sin haberlo pagado. Afirmó que tal copia no autorizada generalizada desalentaba en efecto a los desarrolladores a invertir tiempo y dinero en la creación de software de alta calidad. Citó la injusticia de obtener los beneficios del tiempo, el esfuerzo y el capital de los autores de software sin pagarlos. 

## Altair BASIC
En diciembre de 1974, Bill Gates era estudiante en la Universidad de Harvard y Paul Allen trabajaba para Honeywell en Boston cuando vieron la computadora Altair 8800 en el número de enero de 1975 de Popular Electronics. Habían escrito programas en lenguaje BASIC desde sus días en la Escuela Lakeside en Seattle y sabían que la computadora Altair era lo suficientemente poderosa como para soportar un intérprete de BASIC. Querían ser los primeros en ofrecer BASIC para la computadora Altair y pensaban que las herramientas de desarrollo de software que habían creado anteriormente para su computadora Traf-O-Data, basada en microprocesador Intel 8008, les daría una ventaja.
A primeros de marzo, Paul Allen, Bill Gates, y Monte Davidoff, otro estudiante de Harvard, habían creado un intérprete BASIC que trabajaba bajo simulación en un ordenador PDP-10 en Harvard. Allen y Gates habían estado en contacto con Ed Roberts de MITS y, en marzo de 1975, Allen viajó a Alburquerque, Nuevo México, para probar el software en una máquina real. Para sorpresa de ambos, Paul Allen y Ed Roberts, el software funcionó.
MITS acordó licenciar el software de Allen y Gates. Paul Allen dejó su trabajo en Honeywell y se convertía en Vicepresidente y Director de software en MITS con un salario de 30 000 dólares al año. Bill Gates era todavía estudiante en Harvard y solo un contratista con MITS. En octubre de 1975, el boletín de la compañía le da el título de «Especialista de software». El 22 de julio de 1975, MITS firmó el contrato con Allen y Gates. Conseguían 3000 dólares por el fichaje y una comisión por cada copia de BASIC vendida; 30 dólares por la versión 4K, 35 dólares por la versión 8K y 60 dólares por la versión expandida. El contrato tenía un tope de 180 000 dólares y MITS conseguía una licencia mundial exclusiva del programa por 10 años. MITS proporcionaría el tiempo de ordenador necesario para el desarrollo en un PDP-10 propiedad del distrito escolar de Alburquerque.
La edición de abril de 1975 de Computer Notes de MITS tenía el titular «Altair Basic - Up and Running». La computadora Altair 8800 fue una venta rentable para MITS. Necesitaban vender tarjetas de memoria adicionales, tarjetas de E/S y otras opciones para obtener ganancias. Cuando se compraba con dos tarjetas de memoria 4K y una tarjeta de E/S, el 8K BASIC costaba solo 75 dólares. El precio inicial independiente para BASIC fue de 500 dólares.
MITS compró una furgoneta camper y la equipó con toda la línea de productos. El equipo de «MITS Mobile» realizó una gira por los Estados Unidos y ofreció seminarios sobre Altair Computer y Altair BASIC. 
El Homebrew Computer Club fue uno de los primeros clubes de aficionados a la informática en Palo Alto, California. En la primera reunión de marzo de 1975, Steve Dompier dio cuenta de su visita a la fábrica de MITS en Albuquerque, donde intentó recoger su pedido de uno de cada. Se fue con un conjunto de ordenador con 256 bytes de memoria. En la reunión del club del 16 de abril de 1975, Dompier tecleó un pequeño programa que reproducía la canción «Fool on the Hill» en una radio de amplitud modulada cercana. En las Computer Notes de julio de 1975, Bill Gates describió esto como «el mejor programa de demostración que he visto para Altair». Gates no podía entender cómo la computadora podía transmitir a la radio. (Era una interferencia de radiofrecuencia o estática controlada por los bucles de sincronización en el programa.)

## «Ladrones» y «parásitos»
El junio de 1975, el Homebrew Computer Club Newsletter incluía este texto escrito por su editor, Fred Moore:
El MITS MOBILE vino a Hyatt House de Rickey en Palo Alto el 5 y 6 de junio. La habitación estaba repleta (150+) de aficionados y expertos ansiosos por descubrir este nuevo juguete electrónico. 

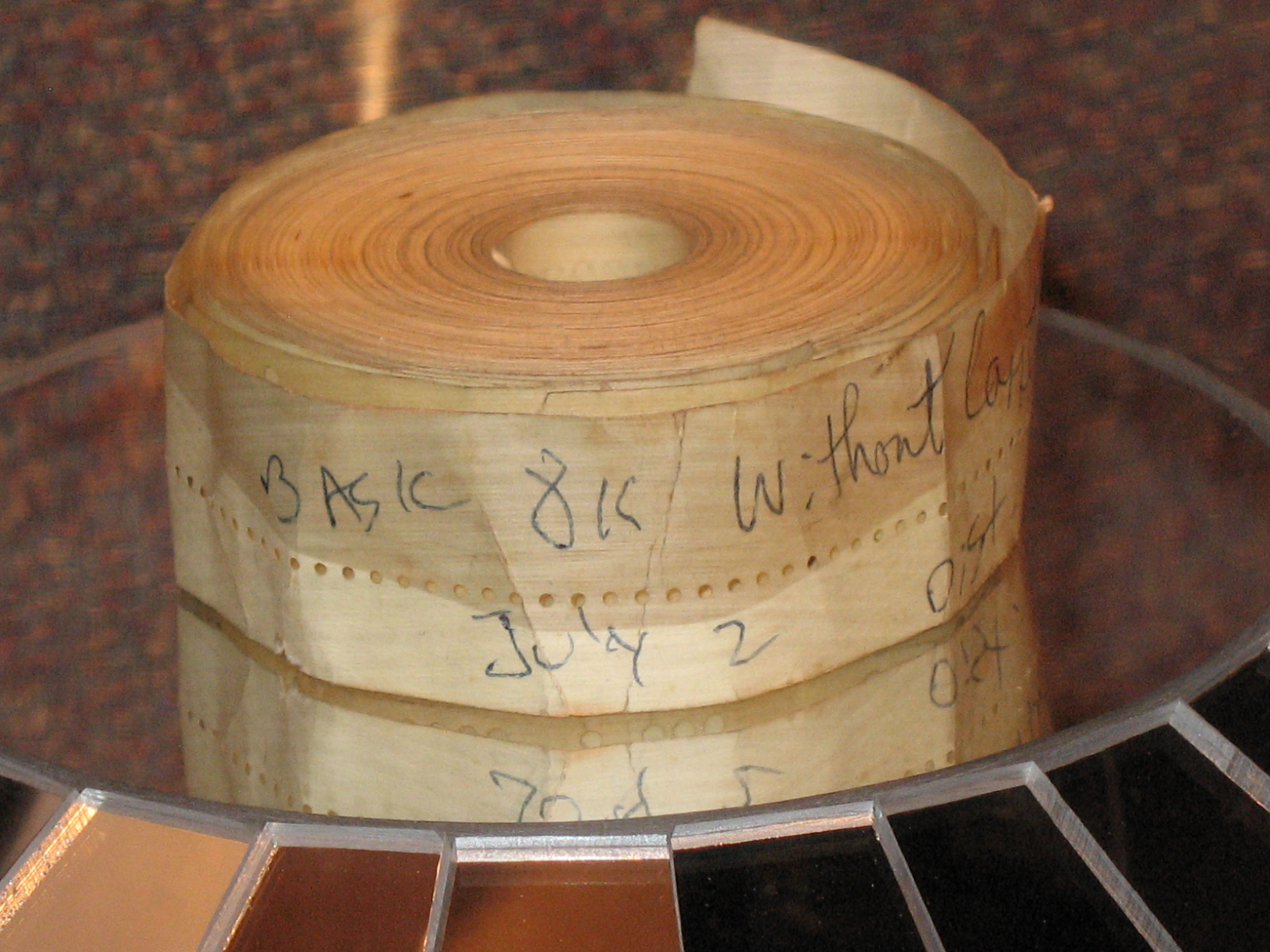
Altair 8K BASIC en cinta de papel. Éste era un medio de almacenamiento popular antes del disquete de bajo coste.

En el seminario, desapareció una cinta de papel que contenía una versión preliminar de Altair BASIC. La cinta fue entregada a Steve Dompier, quien se la pasó a Dan Sokol, quien tuvo acceso a un punzón de cinta de alta velocidad. En la siguiente reunión del Homebrew Computer Club, 50 copias de Altair BASIC en cinta de papel aparecieron en una caja de cartón.
MITS ofreció un sistema completo de Altair con dos tarjetas MITS 4K Dynamic RAM, una tarjeta de interfaz en serie y Altair BASIC por 995 dólares. Sin embargo, las tarjetas RAM de 264 dólares MITS no eran confiables debido a varios problemas de componentes y diseño. Un miembro emprendedor del Homebrew Computer Club, Robert Marsh, diseñó una memoria estática 4K que era compatible con el Altair 8800 y se vendió por 255 dólares. Su empresa era Processor Technology, uno de los proveedores de placas compatibles con Altair más exitosos. Muchos propietarios de computadoras de Altair 8800 se saltaron el paquete; compraron sus tarjetas de memoria a un proveedor externo y usaron una copia «prestada» de Altair BASIC. 
Ed Roberts reconoció los problemas de la tarjeta 4K Dynamic RAM en octubre de 1975 en Computer Notes. El precio se redujo de 264 dólares a 195 dólares y los compradores existentes obtuvieron un reembolso de 50 dólares. El precio total de 8K Altair BASIC se redujo a 200 dólares. Roberts rechazó la solicitud de un cliente de que MITS le diera BASIC a los clientes de forma gratuita. Señaló que MITS hizo un «compromiso de regalías de 180 000 dólares con Microsoft». Roberts también escribió: Cualquiera que esté usando una copia robada de MITS BASIC debería identificarse por lo que es, un ladrón». Proveedores de hardware de terceros hicieron este comentario: Recientemente han aparecido varias compañías de parásitos».
La tarjeta de RAM estática de Processor Technology consumía más corriente que la tarjeta de RAM dinámica de MITS y dos o tres tarjetas pondrían a prueba la fuente de alimentación Altair 8800. Howard Fullmer comenzó a vender una actualización de la fuente de alimentación y nombró a su empresa «Ingeniería parasitaria». Fullmer, más tarde, ayudó a definir el estándar de la industria para placas compatibles con Altair, el estándar de bus S-100.
El año siguiente, 1976, vería muchos clones de computadoras de bus de Altair, como el IMSAI 8080 y la Processor Technology Sol 20. 

## Carta abierta
Microsoft recibió una regalía de entre 30 y 60 dólares por cada copia de BASIC que vendió MITS. A finales de 1975, MITS enviaba mil computadoras al mes, pero BASIC se vendía a cientos de personas. Había proyectos de software adicionales que requerían más recursos. El sistema de disquete MITS de 8 pulgadas estaba a punto de ser lanzado, al igual que la computadora MITS 680B basada en el Motorola 6800. Un amigo de la escuela secundaria de Allen y Gates, Ric Weiland, fue contratado para convertir el 8080 BASIC en el microprocesador 6800. Gates intentaría explicar el costo del desarrollo de software para la comunidad de aficionados. 

David Bunnell, editor de Computer Notes, simpatizaba con la posición de Gates. Escribió en el número de septiembre de 1975 que «los clientes han estado robando el software MITS». 
 Ahora le pregunto: ¿tiene un músico el derecho de cobrar la regalía por la venta de sus discos o un escritor tiene el derecho de cobrar la regalía por la venta de sus libros? ¿Las personas que copian software son diferentes a las que copian discos y libros? 
 La carta de Gates reafirmó lo que Bunnell escribió en septiembre y Roberts escribió en octubre. Sin embargo, el tono de su carta sugería que esos aficionados le estaban robando a él, no a una corporación. 
 ¿Por qué es esto? Como la mayoría de aficionados debe saber, la mayoría de ustedes roba su software. El hardware debe pagarse, pero el software es algo para compartir. ¿A quién le importa si a las personas que trabajaron en él se les paga? 
 Uno de los principales objetivos de la carta era el Homebrew Computer Club y se enviaría una copia al club. La carta también aparecería en Computer Notes. Para asegurarse de que la carta se diera a conocer, Dave Bunnell la envió a través de un correo de entrega especial a todas las publicaciones importantes de computadoras del país.
En la carta, Gates menciona que estaban escribiendo APL para los microprocesadores 8080 y 6800. El lenguaje de programación APL estaba de moda entre algunos científicos informáticos en la década de 1970. El lenguaje utiliza un conjunto de caracteres basado en el alfabeto griego que requería terminales especiales. La mayoría de las terminales de aficionados no mostraban letras minúsculas y mucho menos símbolos griegos. Gates estaba enamorado de APL, pero Allen no creía que pudieran vender ese producto. El interés en el proyecto APL se desvaneció y el software nunca se completó.

## Reacciones

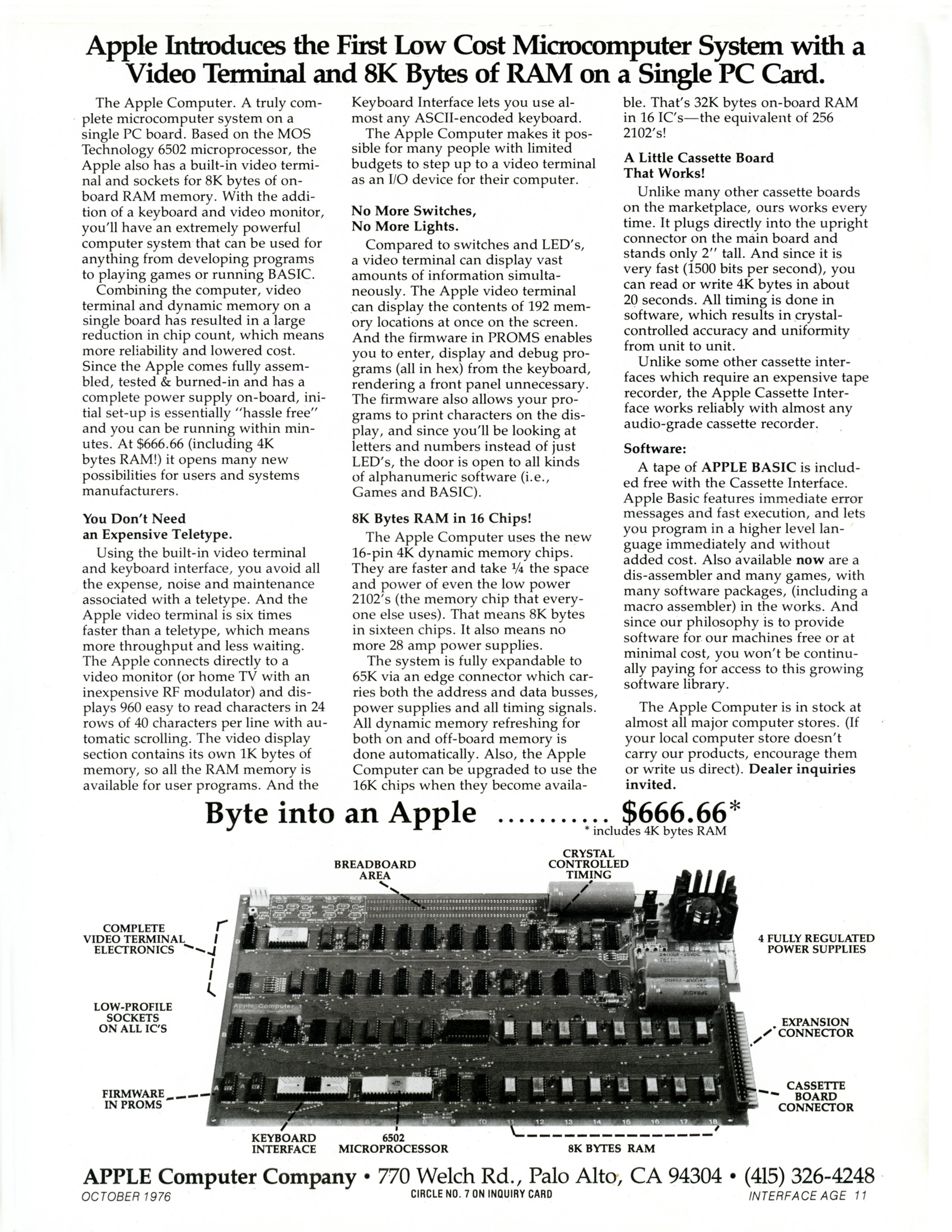
Anuncio para la computadora Apple I, reseñando la política de Apple de proporcionar software gratuito o de bajo coste para sus computadoras.

La carta fue tenida en cuenta y la reacción fue fuerte. Muchos pensaron que el software debería estar incluido con la máquina y que el método de distribución actual era el problema de Gates. Otros cuestionaron el coste de desarrollar software. 
Microsoft ya había abordado el tema de la regalía; MITS pagaría un precio fijo, 31 200 dólares, por una licencia no exclusiva de 6800 BASIC. Las ventas futuras de BASIC para Commodore PET, Apple II, Radio Shack TRS-80 y otros fueron todos contratos de precio fijo.
A principios de 1976, en los anuncios para su computadora Apple I, Apple Inc. afirmaba que «nuestra filosofía es proporcionar software para nuestras máquinas de forma gratuita o con un costo mínimo»  y «sí, amigos, Apple BASIC es gratis".
El desarrollo de software de Microsoft se realizó en un sistema de computadora central DEC PDP-10. Paul Allen había desarrollado un programa que podía simular completamente un nuevo sistema de microprocesador. Esto les permitió escribir y depurar software antes de que el nuevo hardware de la computadora estuviera completo. Se cobraba por hora y por la cantidad de recursos utilizados (almacenamiento, impresión, etc.). El 6800 BASIC se completó antes de que se terminara el Altair 680. Estos fueron los 40 000 dólares de tiempo de computadora mencionados en la carta.
Hal Singer, del Micro-8 Newsletter, publicó una carta abierta a Ed Roberts de MITS. Hal señaló que MITS prometió una computadora por 395 dólares, pero el precio de un sistema que funcionase era de 1000 dólares. Sugirió que una demanda colectiva o una investigación de la Comisión Federal de Comercio sobre publicidad falsa estaba dentro de orden. Hal también señaló que circulaban rumores de que Bill Gates desarrolló BASIC en una computadora de la Universidad de Harvard financiada por el gobierno de los Estados Unidos. ¿Por qué los clientes deberían pagar por el software ya pagado por el contribuyente?
Bill Gates, Paul Allen y Monte Davidoff utilizaron un PDP-10 en el Aiken Computer Center de Harvard. El sistema informático fue financiado por el Departamento de Defensa a través de su Agencia de Proyectos de Investigación Avanzada de Defensa . Los funcionarios de Harvard no estaban contentos de que Gates y Allen (quienes no eran estudiantes) hubiesen usado el PDP-10 para desarrollar un producto comercial, pero determinaron que esta computadora militar no estaba cubierta por ninguna política de Harvard; el PDP-10 estaba controlado por el profesor Thomas Cheatham, quien pensaba que los estudiantes podían usar la máquina para uso personal. Harvard impuso restricciones en el uso de la computadora, y Gates y Allen tuvieron que usar una computadora comercial de tiempo compartido en Boston para finalizar el software.
En 2008, el miembro de Homebrew, Lee Felsenstein, recordó dudas similares sobre la cifra de Gates de 40 000 dólares: «Bueno, todos sabíamos [que] la evaluación del tiempo en la computadora era lo último en dinero falso. Nunca pagas mucho por el tiempo de computadora y creo que la investigación mostrará que estaban usando el tiempo de computadora de otra persona; alguien más estaba pagando por eso. Podría haber sido Honeywell donde trabajaba Paul Allen. Así que todos sabíamos que este era un argumento espurio».
 

De acuerdo con Felsenstein, la carta de Gates «delineó una ruptura [entre] la industria real, en la que se está tratando de ganar dinero, y el aficionado, con el que estamos tratando de hacer que las cosas sucedan», mientras que: 
 La industria necesita a los aficionados y esto fue ilustrado por lo que eventualmente ocurrió. Cuando National Semiconductor, que hizo sus propios chips de microprocesador en el 77 o 78, decidió que necesitaban un BASIC... preguntaron: '¿Cuál es el BASIC más popular?' Y la respuesta fue Microsoft BASIC porque todos lo habían copiado y todos lo estaban usando. Así que hicimos de Microsoft el BASIC estándar. National Semiconductor fue a Microsoft y compró una licencia, estaban en el negocio de esa manera. Esta fue la función de mercadeo y los aficionados hicieron el mercadeo con una completa antipatía de la compañía en cuestión. Hubo otros BASIC y, ya sabes, algunos de ellos incluso podrían haber sido mejores. [...] [El éxito posterior de Gates] fue en cierta medida debido a lo que hicimos, que dijo que no deberíamos hacer, que éramos ladrones para hacerlo, y todo. 
 Jim Warren, miembro del Homebrew Computer Club y editor del Dr. Dobb's Journal, escribió en el boletín ACM Programming Language de julio de 1976 sobre el exitoso proyecto Tiny BASIC. El objetivo era crear intérpretes de lenguaje BASIC para computadoras basadas en microprocesadores. El proyecto comenzó a fines de 1975, pero la «Carta abierta» motivó a muchos aficionados a participar. Clubes de computadoras e individuos de todas partes de los Estados Unidos y el mundo pronto crearon intérpretes de Tiny BASIC para los procesadores Intel 8080, Motorola 6800 y MOS Technology 6502. El código fuente del lenguaje ensamblador se publicó o el software se vendió por cinco o diez dólares. 

## Revistas que publicaron la carta
- Gates, Bill (enero de 1976). «An Open Letter To Hobbyists». Homebrew Computer Club Newsletter (Mountain View, CA: Homebrew Computer Club) 2 (1): 2.
- Gates, Bill (10 de febrero de 1976). «An Open Letter To Hobbyists». Micro-8 Computer User Group Newsletter (Lompoc, CA: Cabrillo Computer Center) 2 (2): 1.
- Gates, Bill (febrero de 1976). «An Open Letter To Hobbyists». Computer Notes (Albuquerque, NM: MITS) 1 (9): 3. Archivado desde el original el 23 de maro de 2012.
- Gates, Bill (11 de marzo de 1976). «An Open Letter to Hobbyists». Minicomputer News (Boston MA: Benwill Publishing).
- Gates, Bill (marzo-abril de 1976). «An Open Letter To Hobbyists». People's Computer Company (Menlo Park, CA: People's Computer Company) 4 (5).
- Gates, Bill (mayo de 1976). «Computer Hobbyists» . Radio-Electronics. Vol. 47, n.º 5. Nueva York: Gernsback Publications, pp. 14-16.

Se publicaron varias respuestas a la carta, incluida una de Bill Gates. 
- Hayes, Mike (febrero de 1976). «Regarding Your Letter of February 3». Homebrew Computer Club Newsletter (Mountain View, CA: Homebrew Computer Club) 2 (2): 2. Consultado el 25 de noviembre de 2007.
- Singer, Harold L. (28 de marzo de 1976). «An Open Letter to Ed Roberts». Micro-8 Computer User Group Newsletter (Lompoc, CA: Cabrillo Computer Center) 2 (4): 1.
- Gates, Bill (abril de 1976). «A Second and Final Letter». Computer Notes (Albuquerque, NM: MITS) 1 (11): 5. Archivado desde el original el 23 de marzo de 2012.
- Childs, Art (mayo de 1976). «Interfacial». SCCS Interface (Los Ángeles: Southern California Computer Society) 1 (6): 2, 4.   El editor Art Childs escribe sobre la carta que recibió del «autor de Altair Basic» y la controversia resultante sobre el software propietario.
- Wada, Robert (julio de 1976). «An Opinion on Software Marketing». BYTE, v. 1, n.º 11, Peterborough, NH: BYTE Publications, pp. 90-91.
- Warren, Jim C. (julio de 1976). «Correspondence». SIGPLAN Notices (ACM) 11 (7): 1. Jim Warren, el editor del Dr. Dobb's Journal, describe cómo el proyecto Tiny BASIC es una alternativa al software «estafado» de los aficionados.
- Moores, Calvin (septiembre de 1976). «Are you an author?». BYTE, v. 1, n.º 13. Peterborough, NH, BYTE Publications, pp. 18-22.  Un artículo sobre la ley de derechos de autor de software que trata sobre la «Carta abierta a los aficionados».